# Leopold Andres
Leopold Andres (* 14. November 1866 in Linz; † 20. Mai 1950 in Kainbach) war ein österreichischer General, Kartograph und Geodät.

## Leben
Beförderungen:
- 1. September 1888: Leutnant
- 1891: Oberleutnant
- 1. Mai 1899: Hauptmann
- 1. November 1912: Major
- 1. November 1915: Oberstleutnant
- 1. Oktober 1918: Oberst
- 1933: Generalmajor

Andres ging nach der Absolvierung der Volksschule erst an die Militäroberrealschule in Mährisch Weißkirchen und danach an die k.u.k. Technische Militärakademie in Wien, wo er der Genietruppe angehörte.
Nach der Ausmusterung kam er als Leutnant zum I. k.u.k. Genie-Regiment „Kaiser Franz Josef“. Nach der Auflösung der Genietruppe wechselte Andres als Oberleutnant zum Pionierbataillon Nr. 13.
Im Anschluss bewarb Andres sich am k.u.k. Militärgeographischen Institut (M.G.I.), wo er ab dem 1. September 1899 tätig war. Nebenbei nahm er 1899/1900 als außerordentlicher Hörer an Vorlesungen an der Technischen Hochschule in Wien teil.
Bereits nach 13 Monaten beim M.G.I. übernahm er die Leitung der Trigonometrischen Abteilung (bis 19. November 2006) und im Anschluss die Leitung der Astronomischen Abteilung (bis 25. Februar 1906).
Nachdem Robert Daublebsky von Sterneck, der Leiter der Geodätischen Gruppe, Februar 1906 in den Ruhestand trat, übernahm Andres auch dieses Amt. Damit gehörte er gleichzeitig dem k.u.k. Armeestand an. Obwohl er zum 1. Februar 1921 in den Ruhestand versetzt wurde, wurde er in Anerkennung seiner Verdienste um die Arbeiten der Österreichischen Kommission für internationale Erdmessung (Ö.K.I.E.) zum Generalmajor befördert. Von 1937 bis 1946 war Andres Präsident des Ö.K.I.E. 
Leopold Andres war ein führender Geodät seiner Zeit, so führte er Schweremessungen in den Tauern durch, war bahnbrechend bei der Schaffung internationaler Vermessungsgrundlagen, organisierte von 1914 bis 1918 die internationale Kriegsvermessung und stellte die Balkan-Kartographie auf moderne Grundlagen.

## Auszeichnungen
- 1898: Jubiläums-Erinnerungsmedaille für die bewaffnete Macht und die Gendarmerie
- 1898: Militär-Verdienstmedaille am roten Bande
- 1908: Militär-Jubiläumskreuz
- 1908: Ritterkreuz des Franz-Joseph-Ordens
- 1908: Ritterkreuz I. Klasse des königlich norwegischen Sankt-Olav-Ordens
- 1913: Offiziers-Dienstzeichen III. Klasse
- 1918: Militärverdienstkreuz III. Klasse mit Kriegsdekoration

## Familie
Andres entstammte einer alten Offiziersfamilie. Sein Vater († 1874) war zuletzt als Professor für Geodäsie und Astronomie an der Theresianische Militärakademie tätig. 1893 heiratete er Laura Kubelka.

## Werke
- 24 große Publikationen auf astronomischem, geodätischem und geophysikalischem Gebiet.